# Kaupen (Lübbenau/Spreewald)

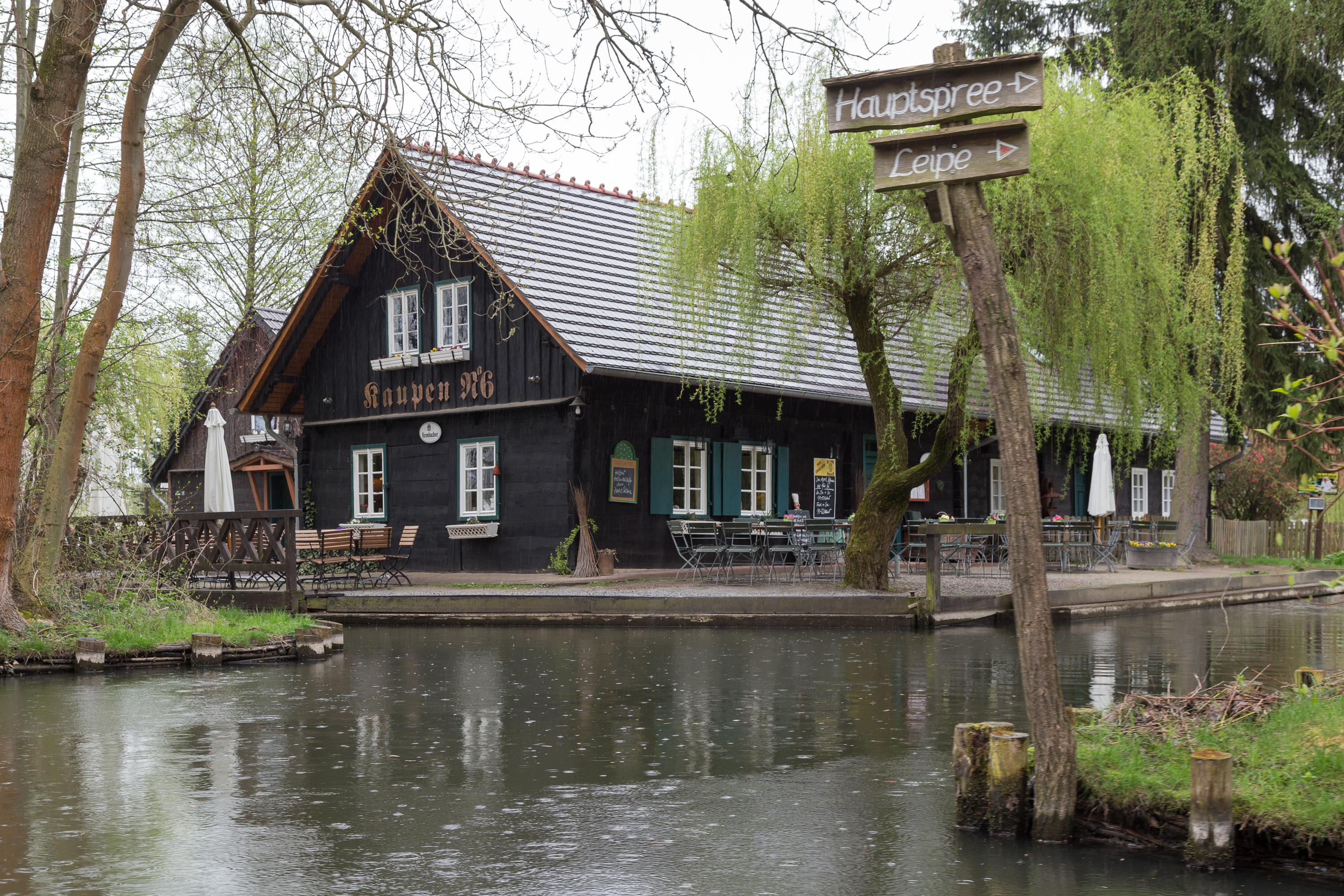
Gasthof Kaupen 6 (April 2016)

Kaupen, niedersorbisch Kupy, ist eine im Spreewald gelegene Siedlung und ein Wohnplatz der Stadt Lübbenau/Spreewald im Norden des Landkreises Oberspreewald-Lausitz in Brandenburg.

## Lage
Das Dorf Kaupen liegt als Inseldorf im Biosphärenreservat Spreewald. Im Osten grenzt der Ort Lehde an. In Kaupen fließen neben der Spree auch einige Nebenarme, unter anderem der Südumfluter, der Lehder Graben und die Dominka. Der Ort war lange Zeit nur über das Wasser zu erreichen und auch heute noch sind die Gebäude nicht alle durch ein Straßennetz miteinander verbunden. Der westliche Teil des Ortes ist über einen schmalen Weg von Lübbenau aus erreichbar, Kaupen 6 von Lehde aus und der östliche Teil von Kaupen kann auch heute nur über Wasser erreicht werden. Das Befahren mit dem Auto ist teilweise ebenfalls verboten.

## Geschichte
Das Dorf Kaupen ist vollständig aus sogenannten Kaupen, mehreren kleinen Inseln im Spreewald, angelegt. Daher stammt auch der Ortsname. Die Bewohner betrieben früher Fischfang und später, nach einem Rückgang des Fischbestandes in der Spree, für den Spreewald typischen Gemüsebau. Das älteste erhaltene Gebäude, das Gehöft Kaupen 8, wurde um das Jahr 1840 errichtet. Früher war Kaupen rein sorbischsprachig, jedoch ist die sorbische Sprache ab Anfang des 20. Jahrhunderts langsam aus der Alltagssprache verschwunden. Kaupen wurde früher nicht als Siedlung geführt, sondern gehörte zur Stadt Lübbenau. In der Topographisch-statistischen Übersicht des Regierungsbezirks Frankfurt a.d.O. von 1864 wird das Dorf nicht einzeln aufgeführt, sondern unter Lübbenau als „einige im Spreewalde  aufgebaute[…] Häuser[…]“ bezeichnet.
Historisch gehörte Kaupen zum Calauischen Kreis, nach den Gebietsänderungen in Folge des Wiener Kongresses und der Teilung des Königreiches Sachsen wurde der Calauische Kreis in den Landkreis Calau umgewandelt, der im Regierungsbezirk Frankfurt in der Provinz Brandenburg lag. Nach dem Ende des Zweiten Weltkrieges wurde Kaupen zunächst Teil der Sowjetischen Besatzungszone und ab 1949 der DDR. Bei der am 25. Juli 1952 in der DDR durchgeführten Kreisreform kam Kaupen zum Kreis Calau im Bezirk Cottbus. Nach der Wende wurde der Kreis Calau in Landkreis Calau umbenannt und schließlich aufgelöst, seit der Kreisreform in Brandenburg im Dezember 1993 liegt Kaupen im Landkreis Oberspreewald-Lausitz.
Heute leben die Bewohner von Kaupen überwiegend vom Tourismus. Im Ort gibt es Gasthöfe, Ferienwohnungen sowie einen Paddelbootverleih und einen Anbieter von Kahnfahrten. Der Gasthof Kaupen 6 mit dem zweitältesten Gebäude des Ortes brannte im August 2016 ab, wurde aber wieder aufgebaut.